# Le Nord en Lumières. La peinture flamande et hollandaise au Musée des Augustins
 (février 2025).
Motif : Une fois retirées les sources non indépendantes (comme le musée des Augustins), où sont les sources secondaires démontrant une notoriété encyclopédique ?
- Archive Wikiwix
- Bing
- Cairn
- DuckDuckGo
- E. Universalis
- Gallica
- Google
- G. Books
- G. News
- G. Scholar
- Persée
- Qwant
- (zh) Baidu
- (ru) Yandex
- (wd) trouver des œuvres sur Wikidata

| 1. | Préciser le motif de la pose du bandeau. | Précisez le motif de la pose du bandeau en utilisant la syntaxe suivante : {{admissibilité à vérifier\|date=juillet 2025\|motif=remplacez ce texte par le motif}}                                                                                    |
| 2. | Informer les utilisateurs concernés.     | Pensez à avertir le créateur de l'article, par exemple, en insérant le code ci-dessous sur sa page de discussion : {{subst:avertissement admissibilité à vérifier\|Le Nord en Lumières. La peinture flamande et hollandaise au Musée des Augustins}} |

 (février 2025).
Le Nord en Lumières. La peinture flamande et hollandaise au Musée des Augustins est une exposition temporaire présentée du 18 décembre 2004 au 9 mai 2005 au musée des Augustins de Toulouse. Elle fut réalisée par Monsieur Alain Daguerre de Hureaux, directeur et conservateur en chef du musée des Augustins et Monsieur Axel Hémery, conservateur chargé des peintures au musée des Augustins.

## Contexte
Le musée des Augustins de Toulouse met en avant la peinture hollandaise et flamande en accueillant deux expositions. Pour la première fois entre le 3 juillet et le 7 septembre 1992, le musée accueille les œuvres nordiques du Palais des Beaux-Arts de Lille avec l’exposition « Peintres flamands et hollandais du XVIIe siècle ». À la suite de la fermeture du Palais des Beaux-Arts de Lille pour travaux, vingt-sept tableaux provenant des collections de peintures flamandes et hollandaises sont envoyés au musée des Augustins de Toulouse. Le commissariat fut donc réalisé à la fois par Arnauld Brejon de Lavergnée, conservateur général chargé du musée de Lille et par Monique Rey-Delqué, conservatrice au musée des Augustins de Toulouse. L’exposition fut l’occasion d’inaugurer les liens entre les deux villes et de confronter l’art de l’Europe du Nord et de l’Europe du Sud. Même si le musée de Lille ne possédait pas à l'époque de tableaux de grand maître hollandais, ce prêt donne une idée assez complète de l’art flamand et hollandais du XVIIe siècle. Cependant, si cette exposition permit la valorisation des peintures hollandaises et flamandes du Palais des Beaux-Arts de Lille au musée des Augustins de Toulouse, la collection nordique de ce dernier n’y fut pas montrée.
Ce n'est que plus tardivement que le musée présente sa propre collection avec l’exposition « Le Nord en Lumières. La peinture flamande et hollandaise au Musée des Augustins », du 18 décembre 2004 au 9 mai 2005.

## Thème
Dans la continuité de sa politique de publication et mise en valeur de ses collections, un catalogue raisonné est réalisé conjointement à l’exposition par David Fiozzi. Sa participation permet de mettre à jour les attributions et les informations de l’ancien catalogue de 1908, pour une meilleure connaissance des collections du musée.
A l’image de l’exposition « Palettes italiennes » de 2003 présentant les collections de peintures italiennes du musée des Augustins, « Le Nord en lumières » permit la découverte par le grand public de la collection de peintures hollandaises. Pour l’occasion, trente des quatre-vingt-huit œuvres exposées le furent pour la première fois depuis près de vingt-cinq ans. Le choix du nom de l'exposition vient de l'expression « lumière du Nord ».
Un travail de restauration des tableaux et de réalisation de nouveaux cadres a dû être mené en amont de l’exposition,.

## Organisation des salles d'exposition
Outre la volonté de mettre en valeur l'ensemble le plus important de peinture étrangère au musée des Augustins, l’objectif était d’exposer et de faire comprendre au grand public la diversité picturale des genres nordiques. Une approche stylistique a donc été choisie, l’exposition ne se prêtant ni à un parcours chronologique, ni à un parcours thématique. La première partie de l’exposition insistait sur l’approche traditionnelle avec des salles consacrées au XVIe siècle, au maniérisme et au caravagisme puis à l’école de Rubens. La suite du parcours abordait différentes réflexions sur les rapports entre les écoles du nord et la France puis l’Italie, mais aussi sur l’image du nord et le style international. L’exposition mettait aussi en avant la notion de série, essentielle dans cette peinture de qualité au mode de production presque industriel et sur la couleur avec le goût pour le monochrome. Le parcours de l’exposition s’étendait dans les collections permanentes du musée pour les quelques œuvres trop grandes pour être déplacées.
En plus de la valorisation des collections propres au musée des Augustins, des prêts furent effectués en Belgique, aux Pays-Bas, en Autriche et en France afin d’expliciter le processus de création des œuvres.

### Parcours de visite

#### Salle 1: Le XVIe siècle
Cette première partie commence par l’exposition d’œuvres du XVIe siècle, une période historiquement complexe, troublée par les guerres de religion et marquée par l’iconoclasme et la séparation douloureuse des Pays-Bas du Sud espagnols et des Provinces Unies du Nord. L’accent est mis sur les possibilités offertes par le paysage, la norme de la peinture religieuse par le retable de bois et la présence habituelle du message religieux en peinture.
Ce début d’exposition est aussi l’occasion de présenter l’histoire de l’acquisition de la collection de peintures nordiques par le musée.
- École hollandaise, Descente de croix, vers 1520. Huile sur bois, 223 x 105 x 12 cm (Transfert de propriété de l'Etat à titre gratuit après saisie révolutionnaire de 1800, Inv. 2004 1 353)[8].
- École flamande, Triptyque : Histoire de saint Jean-Baptiste (partie centrale), vers 1540. Huile sur bois, 145 x 157,5 cm (Transfert de propriété de l'Etat à titre gratuit après saisie révolutionnaire de 1800, Inv. 2004 1 352)[9].
- École flamande, Saint Pierre, 2nde moitié du XVIe. Huile sur bois, 102 x 72 cm (Mode d'acquisition inconnu, 1835, Inv. RO 466)[10].
- Josse II de Momper (1564-1635), Paysage avec attaque de brigands, entre 1625 et 1650. Huile sur toile, 155 x 219 x 10,5 cm, (Transfert de propriété de l'Etat à titre gratuit, 2004 1 197)[11].
- École flamande, Les Quatre Evangélistes, fin XVIe - début XVIIe. Huile sur bois, 69.3 x 107.3 cm (Mode d'acquisition inconnu, 1835, Inv. n° Ro 865)[12].
- École flamande, Portrait d’un valet d’une guilde d’arquebusiers, 1603. Huile sur bois, 61 x 46 cm (Dépôt du musée du Louvre, Inv. n° D 1953-1)[13].
- Cornelis Cornelisz van Haarlem (1562-1638), L’Humanité avant le déluge, 1616. Huile sur bois, 112 x 155 x 12,5 cm (Transfert de propriété de l'Etat à titre gratuit, Inv. 2004 1 58)[14].

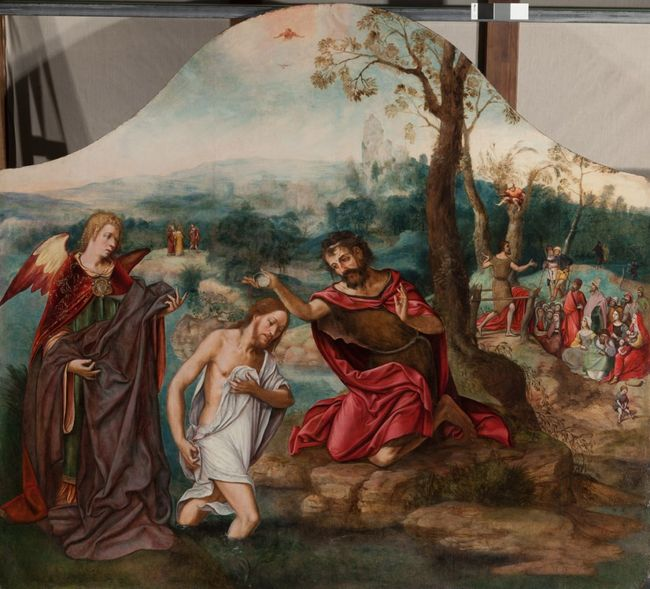
Anonyme, Histoire de saint Jean-Baptiste, XVIe siècle, Panneau central d'un triptyque peint à l'huile sur bois, 145 x 157,5 cm, Musée des Augustins de Toulouse, Inv. 2004 1 352.
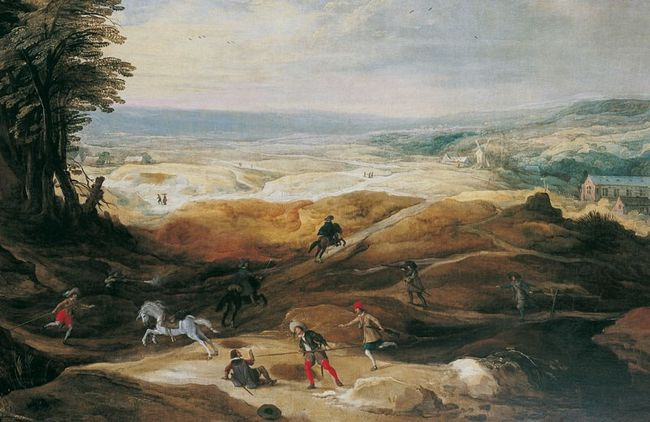
Josse II de Momper, Scène de brigandage, entre 1625 et 1650, huile sur toile, 155 x 219 cm, Musée des Augustins de Toulouse, Inv. 2004 1 197.
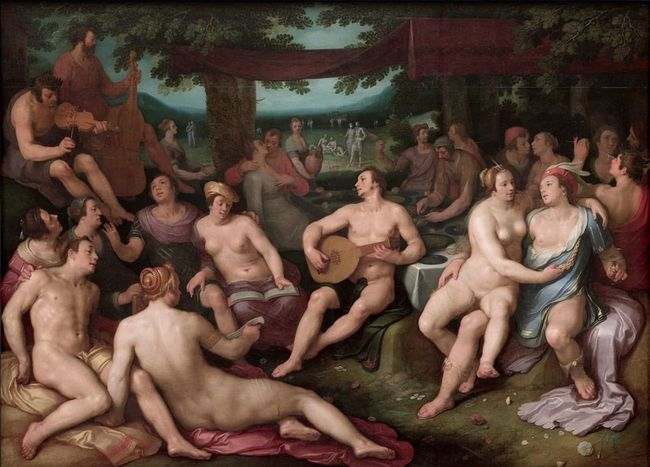
Cornelis Cornelisz, L'humanité avant le déluge, 1615, huile sur bois, 112 x 155 cm, Musée des Augustins de Toulouse, Inv. 2004 1 58.

#### Salle 2: Maniérisme et caravagisme
Cette deuxième salle présente des œuvres hollandaises et flamandes influencées par les styles maniériste et caravagesque. Dès 1530, les pays du Nord sont touchés par l’influence de l’Italie avec le maniérisme, qui se mêle parfois au caravagisme romain, créant des œuvres uniques. On peut y voir des peintures religieuses jouant sur les clairs-obscurs, des paysages, des peintures montrant des étalages de richesses très présents dans les Flandres, l'apparition progressive du thème de la pastorale... Cette salle permet de voir une diversification avec certaines œuvres qui restent relativement proches de leurs modèles et d’autres qui les ont parfaitement assimilés et qui ouvrent la voie au style de Rembrandt.

attribué à Peter Wtewael (1566-1638), Berger riant tenant une cornemuse, entre 1620 et 1630. Huile sur toile, 97 x 81 cm (Transfert de propriété de l'Etat à titre gratuit, 2004, Inv. Ro 472)[15].
- Matthias Stom (vers 1640), L’Adoration des mages, avant 1640. Huile sur toile, 236 x 182 x 9,5 cm (Transfert de propriété de l’État à titre gratuit, 2004, Inv. R 462 ou D 1812-26)[16].
- Jan Janssens (1592-après 1650), Le couronnement d’épines, entre 1601 et 1625. Huile sur toile, 185 x 154 x 7,5 cm (Transfert de propriété de l’État à titre gratuit, 2004, Inv. Ro 449 ou D 1812-14)[17].
- Wenzel Coebergher (vers 1561-1634), Ecce Homo ou Jésus attaché à la colonne, entre 1576 et 1634. Huile sur panneau de bois, 133,5 x 169 x 5 cm (Transfert de propriété de l’État à titre gratuit, 2004, Inv. Ro 453 ou 2004 1 64)[18].
- Frans II Francken (1581-1642), Les Noces de Cana, entre 1601 et 1641. Huile sur bois, 53,6 x 74,7 x 9,5 cm (Legs Pierre Maury, 1892, Inv. Ro 862)[19].
Abraham Govaerts (1589-1629), Paysage de forêt avec bûcherons (Le Miracle d’Elisée), entre 1601 et 1625. Huile sur cuivre, 33 x 45 x 6 cm (Legs Pierre Maury, 1892, Inv. Ro 858)[20].
- Charles Wautier (1609-1703), La Vocation de saint Matthieu, avant 1660. Huile sur toile, 122 x 152 cm (Transfert de propriété de l’État à titre gratuit, 2004, Inv. D 1952-4)[21].
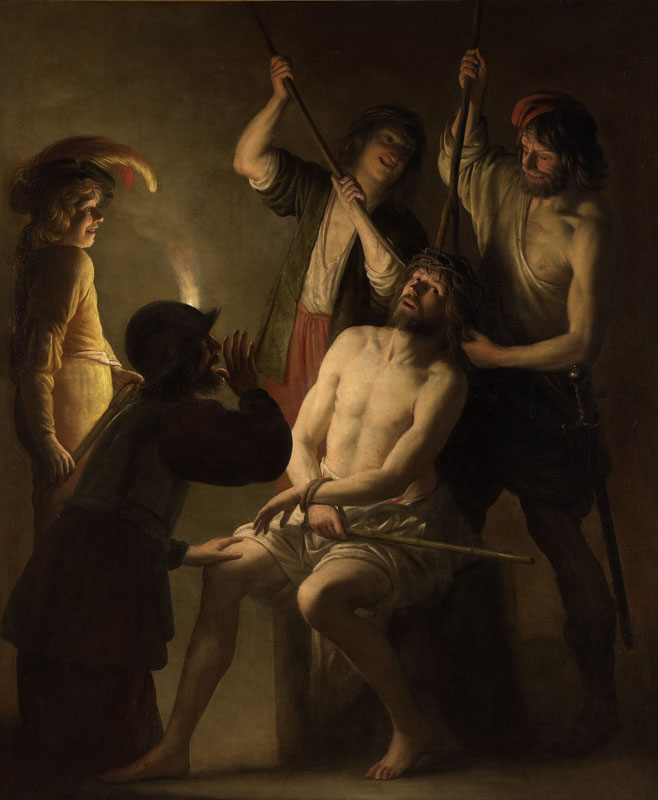
Charles Wautier (1609-1703), La Vocation de saint Matthieu, date inconnue. Huile sur toile, Bruges, N.-D. de la Potterie[1].  - Peter Wtewael (attribué à), Berger riant tenant une cornemuse, entre 1620 et 1630, huile sur toile, musée des Augustins, Toulouse, Inv. Ro 472.
Charles Wautier (1609-1703), La Vocation de saint Matthieu, avant 1660, huile sur toile, musée des Augustins, Toulouse, Inv. D 1952-4.
  - Abraham Govaerts, Paysage de forêt avec bûcherons (le miracle d'Élisée), entre 1601 et 1625, huile sur cuivre, musée des Augustins, Toulouse, Inv. Ro 858.
  - Jan Janssens, Le couronnement d'épines, entre 1601 et 1625, huile sur toile, musée des Augustins, Toulouse, Inv. Ro 449 ou D 1812-14.
  - Charles Wautier (1609-1703), La Vocation de saint Matthieu, avant 1660, huile sur toile, musée des Augustins, Toulouse, Inv. D 1952-4.

#### Salle 3: Autour de Rubens

Anton Van Dyck, Le miracle de la mule, XVIe siècle, Huile sur toile, 326 x 191 cm, Musée des Augustins de Toulouse, Inv.2004 1 44.

Cette partie de l’exposition revient sur la domination de la scène artistique par Pierre Paul Rubens, montrant la création de son style unique, puissant et décoratif. Elle revient aussi sur le talent de son élève le plus doué, Van Dyck, ainsi que sur la fédération des meilleurs peintres autour de lui.
- Frans III Francken et atelier J. van Kessel l'ancien, Vierge au rosaire entourée d’une guirlande de fleurs, XVIe siècle. Huile sur bois, 64 x 49 cm (Achat par le musée en 1971, Inv. n° 71-2-15)[22].
- Pieter Paul Rubens, Le Christ entre les deux larrons, vers 1635. Huile sur bois, 296.5 x 193.5 x 14 cm (Transfert de propriété de l'Etat à titre gratuit le 04/02/2004, Inv. 2004 1 46)[23].
- École de Rubens, La Vierge, l’Enfant Jésus et saint Jean, XVIIe siècle. Huile sur toile, 129 x 106 cm (Transfert de propriété de l'Etat à titre gratuit, Inv. n° Ro 460)[24].
- Gaspar de Crayer, Job sur le tas de fumier, 1619. Huile sur toile, 268 x 196 x 12,5 cm (Transfert de propriété de l'Etat à titre gratuit, Inv. n° Ro 438)[25].
- Van Dyck et atelier, Le Christ aux anges, entre 1632 et 1641. Huile sur toile, 139 x 106 x 10 cm (Transfert de propriété de l'Etat à titre gratuit, Inv. 2004 1 26)[26].
- Van Dyck et atelier, Le Miracle de la mule, entre 1627 et 1632. Huile sur toile, 326 x 191 x 13,5 cm (Transfert de propriété de l'Etat à titre gratuit, Inv. 2004 1 44)[27].
- Simon de Vos, David et Abigail, 1655. Huile sur cuivre, 69.5 x 86.4 x 3 cm, (Achat en 1969, Inv. n° 69-3-1)[28].

#### Salle 4: Les écoles du Nord en France
A partir du XVIe siècle, les échanges entre les Pays-Bas et la France s’intensifient à tel point que Paris devient une destination incontournable pour les peintres nordiques allant en Italie. Cette partie revient sur les nombreux peintres s’implantant en France, avec leurs spécialités : la peinture animalière, les natures mortes et les paysages. Au XVIIIe siècle, l’influence continue grâce aux amateurs parisiens qui se prennent de passion pour Rembrandt et son école.
- Paulus Constantin La Fargue, La Haye : Rijkswijkseweg, entre 1752 et 1781. Huile sur toile, 37,5 x 53 x 4 cm (Leg de Pierre Maury en 1892, Inv. n° Ro 698)[29].
- Attribué à Jacques Fouquières, Paysage boisé avec étendue d’eau, avant 1659. Huile sur toile, 32.5 x 39.8 cm (Transfert de propriété de l'Etat à titre gratuit, Inv. n° Ro 680)[30].
- Cornelis van Poelenburgh, Nymphes et satyres dans un paysage, avant 1667. Huile sur cuivre, 30.5 x 37 x 5 cm (Achat 1971, Inv. n° 71-2-14)[31].
- Pieter van Boucle, Le Poulailler, 1651-1675. Huile sur toile, 51.5 x 61 cm (Saisie révolutionnaire de 1800, Inv. n° Ro 335)[32].
- Attribué à Bertholet I Flémalle, Le Christ en croix, la Vierge, la Madeleine et saint Jean, 1651-1700. Huile sur toile, 188 x 113 x 6 cm, (Transfert de propriété de l'Etat à titre gratuit, Inv. n° Ro 477)[33].
- Bertholet I Flémalle, Conversion de saint Paul, XVIIe siècle. Huile sur toile, 463 x 267 cm (Transfert de propriété de l'Etat à titre gratuit, Inv. n° Ro 478)[34].
- Bertholet I Flémalle, Conversion de saint Paul, XVIIe siècle. Huile sur toile, esquisse préparatoire pour le tableau de Toulouse, Liège, musée d’art wallon.
- Pieter-Joseph Sauvage, Relief en grisaille : le jeune Bacchus ivre, vers 1776. Huile sur toile, 48 x 64.5 cm (Transfert de propriété de l'Etat à titre gratuit, Inv. n° Ro 258)[35].

Attribué à Bertholet I Flémalle, Le Christ en croix, la Vierge, la Madeleine et saint Jean, 1651-1700. Huile sur toile, 188 x 113 x 6 cm, (Transfert de propriété de l'Etat à titre gratuit, Inv. n° Ro 477).
Pieter Van Boucle , Le Poulailler, 1651-1675. Huile sur toile, 51.5 x 61 cm (Saisie révolutionnaire de 1800, Inv. n° Ro 335).
Attribué à Jacques Fouquières, Paysage boisé avec étendue d’eau, avant 1659. Huile sur toile, 32.5 x 39.8 cm (Transfert de propriété de l'Etat à titre gratuit, Inv. n° Ro 680).
Pieter-Joseph Sauvage, Relief en grisaille : le jeune Bacchus ivre, vers 1776. Huile sur toile, 48 x 64.5 cm (Transfert de propriété de l'Etat à titre gratuit, Inv. n° Ro 258).

#### Salle 5: Couleur et monochrome
Cette partie de l’exposition montre la capacité des peintres hollandais et flamands à être de brillants coloristes. Les différentes œuvres permettent de percevoir l’utilisation des nuances à l’intérieur des mêmes gammes de couleurs.
- Attribué à M. J. van Miereveld, Portrait d’homme, entre 1587 à 1641. Huile sur bois, 67.5 x 56.3 cm (Transfert de propriété de l'Etat à titre gratuit, Inv. n° Ro 480)[36].
- Jan Josephs van Goyen, Chaumières au bord d’un chemin, entre 1615 et 1665. Huile sur bois, 37.8 x 50.5 x 4.5 cm (Leg de Pierre Maury en 1892, Inv. n° Ro 887)[37].
- Erasmus II Quellinus, Sainte Catherine transportée par les anges au mont Sinai, entre 1633 et 1678. Huile sur bois, 65 x 81 (Transfert de propriété de l'Etat à titre gratuit, Inv. n° Ro 456)[38].
- Erasmus II Quellinus, Martyre de saint Laurent, entre 1633 et 1678. Huile sur bois, 64 x 82 cm (Transfert de propriété de l'Etat à titre gratuit, Inv. n° Ro 457)[39].
- Willem de Poorter, Tarquin Collatin et ses compagnons trouvant Lucrèce à l’ouvrage, 1633. Huile sur bois, 44 x 54 x 7 cm (Transfert de propriété de l'Etat à titre gratuit, Inv. n° Ro 481)[40].
- Abraham van der Hoef, Choc de cavalerie, XVIIe siècle. Huile sur bois, 46.5 x 63 cm (Leg de Pierre Maury en 1892, Inv. n° Ro 896)[41].
- Pieter Hermans Verelst, Tête de vieillard, 1648. Huile sur bois, 72.3 x 55 x 5 cm (Transfert de propriété de l'Etat à titre gratuit, Inv. n° Ro 485)[42].
- Otto Marseus van Schrieck, Serpent, grenouille et papillons, 1667. Huile sur toile, 61 x 49 x 4.5 cm (Transfert de propriété de l'Etat à titre gratuit, Inv. n° Ro 479)[43].
- Matheus van Helmont, Fumeurs et buveurs dans une taverne, entre 1711 et 1726. Huile sur bois, 25 x 34 cm (Saisie révolutionnaire, Inv. n° Ro 448)[44].

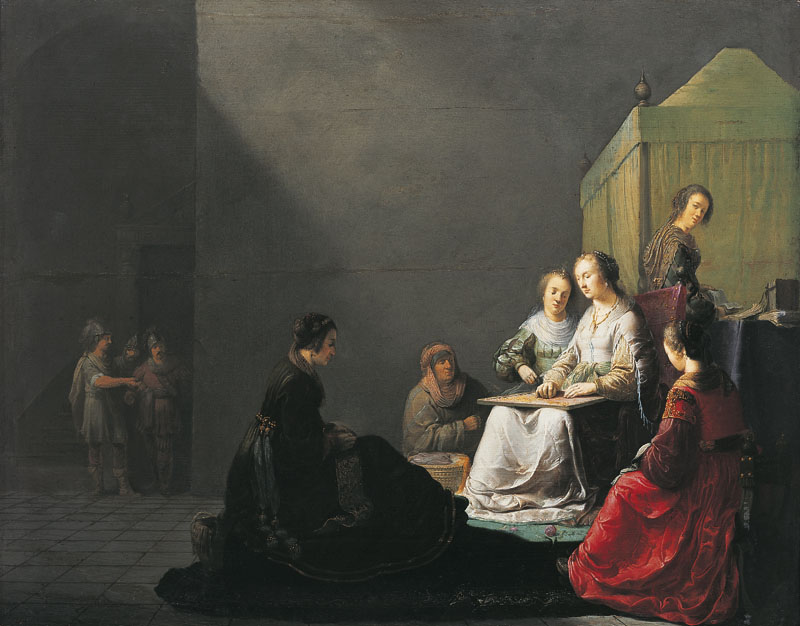
Willem de Poorter, Tarquin Collatin et ses compagnons trouvant Lucrèce à l’ouvrage, 1633. Huile sur bois, 44 x 54 x 7 cm (Transfert de propriété de l'Etat à titre gratuit, Inv. n° Ro 481).
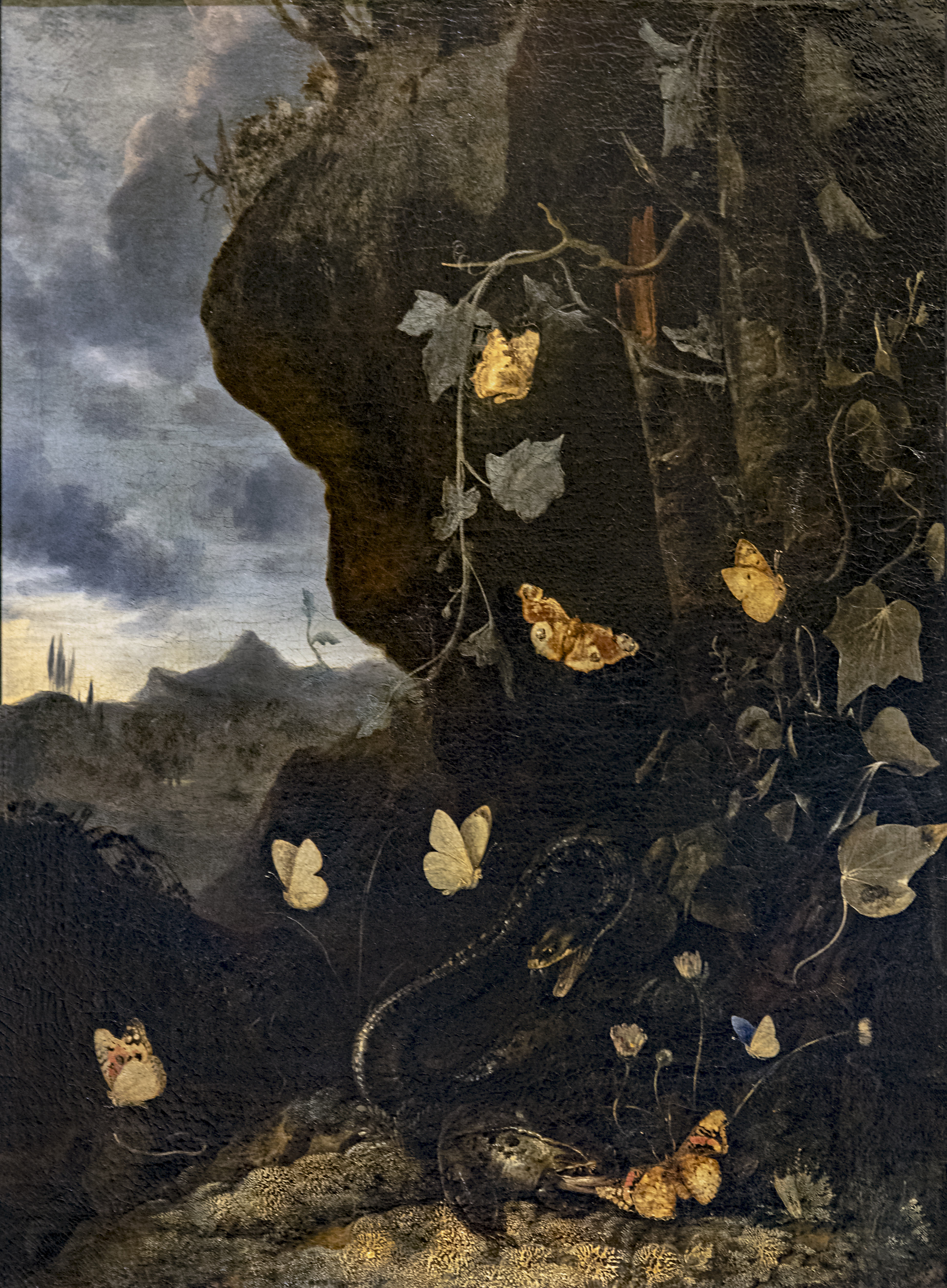
Otto Marseus Van Schrieck, Serpent, grenouille et papillons au pied d’un rocher, 1667, huile sur toile, 49x61 cm, musée des Augustins, Toulouse.
Erasmus II Quellinus, Martyre de saint Laurent, entre 1633 et 1678. Huile sur bois, 64 x 82 cm (Transfert de propriété de l'Etat à titre gratuit, Inv. n° Ro 457).

#### Salle 6: L’attrait de l’Italie
L’Europe entière ayant succombée au charme de l’Italie, les peintres flamands et hollandais ne font pas exception à la règle. Cette partie permet de montrer au public la présence de l’inspiration italienne dans les peintures du Nord notamment avec les bamboccianti.
- Atelier de Jan Bruegel de Velours, Vue imaginaire du temple de Minerva Medica au bord de l’eau, entre 1568 et 1625, huile sur cuivre, 17 x 22 cm (Transfert de propriété de l'Etat à titre gratuit, Inv. n° Ro 455)[45].
- Attribué à Johann Tilens, Paysage avec moulin à eau et voyageurs, entre 1589 et 1630, huile sur cuivre, 38 cm de diamètre (Inv. n° Ro 436)[46].
- Attribué à Bartholomeus Breenbergh, Lavandières dans une grotte, entre 1599 et avant 1659, huile sur bois, 15 x 22 cm et 34,5 x 40 x 4,5 cm avec cadre (Saisie révolutionnaire (1794), Inv. n° Ro 492)[47].
- Bartholomeus Breenbergh, Lavandières dans une grotte, entre 1599 et avant 1659, huile sur bois, 18 cm de diamètre et 34,3 x 3,8 cm avec cadre (Salzburg, Residenzgalerie, Inv. n° 585)[48].
- Gaspar van Wittel, La Place Saint-Pierre à Rome, entre 1653 et 1736, huile sur toile, 49 x 97 cm et 67,5 x 115,5 x 8,5 cm avec cadre (Transfert de propriété de l'Etat à titre gratuit, Inv. n° Ro 422 (D 1812-30))[49].
- Pieter van Bloemen, Circé et les compagnons d’Ulysse, entre 1657 et 1720, huile sur toile, 36 x 45 cm (Transfert de propriété de l'Etat à titre gratuit, Inv. n° Ro 427)[50].
- Pieter van Bloemen, Le Manège devant le mausolée d’Auguste à Rome, entre 1657 et 1720, huile sur toile, 73 x 97 cm et 97 x 117 x 8 cm avec cadre (Transfert de propriété de l'Etat à titre gratuit, Inv. n° Ro 428)[51].
- Attribué à Pieter van Bloemen, Buveurs et danseurs devant une auberge, entre 1657 et 1720, huile sur toile, 61 x 74 cm et 79,5 x 92,5 x 8,5 cm avec cadre (Transfert de propriété de l'Etat à titre gratuit, Inv. n° Ro 451)[52].
- Jan Frans van Bloemen, Paysage italien avec figures, entre 1662 et 1749, huile sur toile, 27 x 41 cm (Transfert de propriété de l'Etat à titre gratuit, Inv. n° Ro 431)[53].
- Jan Frans van Bloemen, Paysage italien avec figures, entre 1662 et 1749, huile sur toile, 22 x 38 cm (Transfert de propriété de l'Etat à titre gratuit, Inv. n° Ro 432)[54].
- Jan Frans van Bloemen, Paysage italien avec figures, entre 1662 et 1749, huile sur toile, 22 x 38 cm et 41 x 55 x 8 cm avec cadre (Transfert de propriété de l'Etat à titre gratuit, Inv. n° Ro 433)[55].
- Pieter van Bloemen, Joueurs de morra, entre 1657 et 1720, huile sur toile, 59 x 70 cm (Transfert de propriété de l'Etat à titre gratuit, Inv. n° Ro 452)[56].

Atelier de Jan Bruegel de Velours, Vue imaginaire du temple de Minerva Medica au bord de l’eau, entre 1568 et 1625, huile sur cuivre, 17 x 22 cm (Transfert de propriété de l'Etat à titre gratuit, Inv. n° Ro 455).
Attribué à Johann Tilens, Paysage avec moulin à eau et voyageurs, entre 1589 et 1630, huile sur cuivre, 38 cm de diamètre (Inv. n° Ro 436).
Attribué à Bartholomeus Breenbergh, Lavandières dans une grotte, entre 1599 et avant 1659, huile sur bois, 15 x 22 cm et 34,5 x 40 x 4,5 cm avec cadre (Saisie révolutionnaire (1794), Inv. n° Ro 492).
Gaspar van Wittel, La Place Saint-Pierre à Rome, entre 1653 et 1736, huile sur toile, 49 x 97 cm et 67,5 x 115,5 x 8,5 cm avec cadre (Transfert de propriété de l'Etat à titre gratuit, Inv. n° Ro 422 (D 1812-30)).
Pieter van Bloemen, Circé et les compagnons d’Ulysse, entre 1657 et 1720, huile sur toile, 36 x 45 cm (Transfert de propriété de l'Etat à titre gratuit, Inv. n° Ro 427).
Pieter van Bloemen, Le Manège devant le mausolée d’Auguste à Rome, entre 1657 et 1720, huile sur toile, 73 x 97 cm et 97 x 117 x 8 cm avec cadre (Transfert de propriété de l'Etat à titre gratuit, Inv. n° Ro 428).
Attribué à Pieter van Bloemen, Buveurs et danseurs devant une auberge, entre 1657 et 1720, huile sur toile, 61 x 74 cm et 79,5 x 92,5 x 8,5 cm avec cadre (Transfert de propriété de l'Etat à titre gratuit, Inv. n° Ro 451).
Jan Frans van Bloemen, Paysage italien avec figures, entre 1662 et 1749, huile sur toile, 27 x 41 cm (Transfert de propriété de l'Etat à titre gratuit, Inv. n° Ro 431).
Jan Frans van Bloemen, Paysage italien avec figures, entre 1662 et 1749, huile sur toile, 22 x 38 cm (Transfert de propriété de l'Etat à titre gratuit, Inv. n° Ro 432).
Jan Frans van Bloemen, Paysage italien avec figures, entre 1662 et 1749, huile sur toile, 22 x 38 cm et 41 x 55 x 8 cm avec cadre (Transfert de propriété de l'Etat à titre gratuit, Inv. n° Ro 433).
Pieter van Bloemen, Joueurs de morra, entre 1657 et 1720, huile sur toile, 59 x 70 cm (Transfert de propriété de l'Etat à titre gratuit, Inv. n° Ro 452).

#### Salle 7: L’image du nord
Cette salle réunit un ensemble de petits chefs-d’œuvre, témoignant du talent de maîtres moins connus mais remarquables, tout en mettant en lumière la finesse et l’honnêteté avec lesquelles les peintres des Pays-Bas ont observé et restitué l’univers qui les entourait. On y trouve le seul moulin des collections, peint par Maerten de Cock, ainsi que des scènes de marché de Jan Frans Beschey, des vues topographiques de Paulus Constantijn la Fargue et des marines de Jan Peeters et de son école. La peinture de genre y est illustrée par Frans Francken et Jan Joseph Horemans, notamment avec une scène emblématique de visite chez le médecin.
- Jan Frans Beschey, Marché au gibier sur la place d’un village, entre 1751 et 1800. Huile sur bois, 50.2 x 73.9 cm (Leg de Pierre Maury en 1892, Inv. n° Ro 855)[57].
- Paulus Constantijn La Fargue, La Haye : le chemin menant à Rijswijk, entre 1751 et 1782. Huile sur toile, 37.5 x 53 x 4 cm (Leg de Pierre Maury en 1892, Inv. n° Ro 698)[29].
- Jan Joseph Horemans, La Visite au médecin, entre 1734 et 1790. Huile sur toile, 47.5 x 56.8 x 7 cm (Leg de Pierre Maury en 1892, Inv. n° Ro 864)[58].
- Adriaen Cornelisz. Beeldemaker, Chiens dans un paysage, entre 1651 et 1700. Huile sur toile, 57 x 75 cm (Leg de Pierre Maury en 1892, Inv. n° Ro 871)[59].
- Jan I Peeters, Entrée de port, entre 1645 et 1680. Huile sur cuivre, 24.9 x 34.2 x 5 cm (Mode d'acquisition inconnu, en 1813, Inv. n° Ro 487)[60].

Maerten De Cock, Maison parmi les arbres, entre 1601et 1700, 30,1 x 21,6 cm, huile sur toile, musée des Augustins, Toulouse
Jan Frans Beschey, Marché de poisson sur le Werf à Anvers, entre 1751 et 1800, 50.2 x 73.9 x 9 cm, huile sur bois, musée des Augustins, Toulouse
Jan Joseph Horemans, L'Alchimiste, entre 1734 et 1790, 47.2 x 56.8 x 6 cm, huile sur toile, musée des Augustins, Toulouse
Frans II Francken, L'Homme à tête d'âne faisant irruption dans un cabinet d'amateur, entre 1606 et 1642, 17 x 32 x 3 cm, huile sur cuivre, musée des Augustins, Toulouse
Anonyme Hollandais (autour de Jan-Baptist Van Der Meiren), Scène de port, entre 1601 et 1700, 18.7 x 30.5 cm, huile sur cuivre, musée des Augustins, Toulouse

#### Salle 8: La notion de série
Contrairement à la production de la Renaissance italienne, les peintres des Pays-Bas produisaient des tableaux pour la demande spontanée du marché. Après la composition en plusieurs tableaux pour les retables, aux XVIIe et XVIIIe siècles, les petits formats entrainent des pendants et des cycles. La multiplication d’œuvres à grande échelle correspond au phénomène de série.
Cette partie est aussi l’occasion d’un rapprochement des œuvres du peintre Van Der Croos empruntées à La Haye et celles du musée des Augustins.
- Attribué à Gillis Claesz de Hondecoeter (1575-1638), Paysage montagneux près d’une rivière, entre 1595 et 1638. Huile sur cuivre, 16 x 22 cm (Legs de Pierre Maury en 1892, Inv. n° Ro 910)[61].
- Attribué à Gillis Claesz de Hondecoeter, Paysage avec un berger défendant son troupeau d’un loup (Chasse au loup), entre 1595 et 1638. Huile sur cuivre, 16 x 22 cm (Legs de Pierre Maury en 1892, Inv. n° Ro 911)[62].
- Anthony Jansz. van der Croos, Panorama avec l’église de Loodsduinen (Le dessinateur), 1655. Huile sur bois, 14.4 x 18.7 cm (Legs de Pierre Maury en 1892, Inv. n° Ro 879)[63].
- Anthony Jansz. van der Croos, Le château de Westerbeek, 1655. Huile sur bois, 14.4 x 18.7 cm (Legs de Pierre Maury en 1892, Inv. n° Ro 881)[64].
- Anthony Jansz. van der Croos, Le’Mallemolen, 1655. Huile sur bois, 14.4 x 18.7 cm (Legs de Pierre Maury en 1892, Inv. n° Ro 882)[65].
- Anthony Jansz. van der Croos, Paysage avec l’église de Wassenaar (L'arbre dans le vent), 1655. Huile sur bois, 14.4 x 18.7 cm (Legs de Pierre Maury en 1892, Inv. n° Ro 883)[66].
- Anthony Jansz. van der Croos, Ruines de l’église d’Eikenduinen, 1655. Huile sur bois, 14.4 x 18.7 cm (Legs de Pierre Maury en 1892, Inv. n° Ro 884)[67].
- Anthony Jansz. van der Croos, La Haye vue du nord (Les dénicheurs d’oiseaux), 1655. Huile sur bois, 48 x 62 cm (Legs de Pierre Maury en 1892, Inv. n° Ro 885)[68].
- Anthony Jansz. van der Croos, Ensemble de huit vues des environs de La Haye. Huiles sur bois (collection particulière, Pays-Bas).
- Herman II Saftleven, Paysage rhénan avec bateaux en construction, 1681. Huile sur bois, 20.8 x 27.9 cm (Legs de Pierre Maury en 1892, Inv. n° Ro 892)[69].
- Herman II Saftleven, Paysage fluvial d’Allemagne, 1681. Huile sur bois, 21 x 27.9 cm (Legs de Pierre Maury en 1892, Inv. n° Ro 893)[70].
- Herman II Saftleven, Paysage avec batteurs de blés, entre 1630 et 1685. Huile sur bois, 20.9 x 27.5 cm (Legs de Pierre Maury en 1892, Inv. n° Ro 894)[71].
- Pieter van Bloemen, Un enfant demandant l’aumône à un trompette, 1706. Huile sur papier marouflé sur bois, 25 x 32 cm (Transfert de propriété de l'Etat à titre gratuit, Inv. n° Ro 429)[72].
- Pieter van Bloemen, Le maréchal-ferrant, 1706. Huile sur papier marouflé sur bois, 25 x 33 cm (Transfert de propriété de l'Etat à titre gratuit, Inv. n° Ro 430)[73].
- Jan Peeter Verdussen (1700-1763), Bataille entre Turcs et Impériaux, entre 1726 et 1775. Huile sur toile, 87 x 107 cm (Transfert de propriété de l'Etat à titre gratuit, Inv. n° Ro 798)[74].
- Jan Peeter Verdussen, Scène de bataille, entre 1726 et 1775. Huile sur toile, 87 x 107 cm (Transfert de propriété de l'Etat à titre gratuit, Inv. n° Ro 799)[75].

Attribué à Gillis Claesz de Hondecoeter, Chasse au loup, entre 1595 et 1638, huile sur cuivre, 16 x 22 cm, Musée des Augustins de Toulouse, Inv. Ro 911.
Anthonie van Croos, Ruines de l'église de Eikenduinen, 1655, huile sur bois, 14.4 x 18.7 cm, Musée des Augustins de Toulouse, Inv. Ro 884.
Herman Saftleven II, Paysage rhénan avec bateaux en construction, 1681, huile sur bois, 20.8 x 27.9 cm, Musée des Augustins de Toulouse, Inv. Ro 892.
Pieter van Bloemen, Le maréchal-ferrant, 1706, huile sur papier marouflé sur bois, 25 x 33 cm, Musée des Augustins de Toulouse, Inv. Ro 430.
Jan Peeter Verdussen, Bataille, entre 1726 et 1750, huile sur toile, 87 x 107 cm, Musée des Augustins de Toulouse, Inv. Ro 799.

#### Salle 9: Le style international
Malgré son caractère unique, l’art des Pays-Bas ne se développe pas en circuit fermé : vers la fin du XVIIe siècle les pays du Nord imitent le modèle versaillais. Cette rencontre entre les traditions locales et le style de cour est appelée le style international.

Pieter Cornelisz Verbeecq, Cheval d'amazone sous un porche, entre 1630 et 1654, huile sur bois, 31 x 24,4 cm, Musée des Augustins de Toulouse, 2004 1 381

- Pieter Cornelisz. Verbeecq, Cheval d’amazone sous un porche, entre 1630 et 1654. Huile sur bois, 24.4 x 31 cm (Transfert de propriété de l'Etat à titre gratuit, Inv. n° Ro 484)[76].
- Willem van Aelst, Vase de fleurs, 1651. Huile sur bois, 44.8 x 33.4 cm (Transfert de propriété de l'Etat à titre gratuit, Inv. n° Ro 468)[77].
- Pieter II van den Bosch, Nature morte de fruits avec une coupe d’argent, entre 1651 et 1675. Huile sur toile, 83 x 68 cm (Legs de Pierre Maury en 1892, Inv. n° Ro 873)[78].
- Nicolas Maes, Portrait de femme, 1674. Huile sur toile, 102 x 80.5 cm (Legs de Louis La Caze en 1869, Inv. n° Ro 486)[79].
- Attribué à Adriaen van de Velde, Berger et vachère près d’un ruisseau, entre 1660 et 1670. Huile sur bois, 36.7 x 41.5 cm (Transfert de propriété de l'Etat à titre gratuit, Inv. n° Ro 482)[80].
- École hollandaise, Portrait de deux fillettes tenant une corbeille de fleurs, 1675. Huile sur toile, 103 x 130 cm (Legs de Pierre Maury en 1892, Inv. n° Ro 889)[81].
- J.P. Gillemans II, François Liberti, P. Rysbraeck, Putti jouant autour d’une couronne de fruits, fin XVIIe siècle. Huile sur toile, 48 x 86 cm (Mode d’acquisition inconnu, 1864, Inv. n° Ro 446)[82].
- J.P. Gillemans II, François Liberti, P. Rysbraeck, Putti nouant une couronne de fruits, fin XVIIe siècle. Huile sur toile, 69 x 87 cm (Mode d’acquisition inconnu, 1864, Inv. n° Ro 447)[83].
- Adriaen van der Burg (1693-1733), Suzanne et les vieillards, 1729. Huile sur bois, 36 x 28.8 cm (Legs de Pierre Maury en 1892, Inv. n° Ro 876)[84].
- Willem van Aelst, Vase de fleurs, 1651, Caen, musée des Beaux-Arts, huile sur bois.

## Ouverture
Autour de l’exposition, plusieurs conférences ont été proposées par l’association des amis des Augustins : Les primitifs flamands autour de van Eyck et van der Weyden par Charlotte Riou ; Les Brueghel et la peinture du Nord au XVIe siècle par Axel Hémery ; Rubens et la peinture baroque dans les Flandres par Axel Hémery ; Le siècle d'Or hollandais (Rembrandt) par Axel Hémery ; Le siècle d'Or hollandais (Vermeer, Hals) par Axel Hémery ; L'influence des maîtres du Nord sur la peinture française au XIXe siècle par Alain Daguerre de Hureaux. Pour les enfants, des parcours de jeux ainsi que des ateliers « Aventuriers de l’art » furent proposés pour découvrir l’exposition.

### Archives
- Toulouse, Archives municipales, Notes sur Pierre Maury, 4D619.

### Ouvrages
- Henri Rachou, Musée des Augustins : Guide du touriste, Société Méridionale d'Impression, 1931, 72 p.
- Ernest Roschach (dir.), Catalogue des collections de peinture du musée de Toulouse, Toulouse, Imprimerie et Librairie Edouard Privat, 1920 (lire en ligne)
- Pierre Salies, Dictionnaire des rues de Toulouse: voies publiques, lieux-dits, enseignes, organisation urbaines, vol. 2, Toulouse, Editions Milan, 1989, 1174 p., p. 155
- Musée des Augustins, Le Nord en lumières : La peinture hollandaise et flamande au musée des Augustins (dossier de presse d'exposition au Musée des Augustins), Toulouse, Musée des Augustins, 2005, 21 p.

- David Fiozzi, Les tableaux hollandais des XVIIe et XVIIIe siècles du musée des Augustins : catalogue raisonné (catatalogue à l'occasion de l'exposition « Le Nord en lumières : La peinture flamande et hollandaise au musée des Augustins »), Toulouse, Musée des Augustins, 2004, 158 p. (ISBN 2-901820-35-2, lire en ligne)
- David Fiozzi, Catalogue critique et raisonné des tableaux hollandais des XVIIe et XVIIIe siècles conservés au musée des Augustins (Mémoire de Maîtrise de l'Université de Paris IV sous la direction d'Alain Mérot), Paris, 1999
- Guillaume Faroult (dir.), Sophie Eloy (collab.), musée du Louvre (aut.), La collection La Caze : chefs-d'oeuvre des peintures des XVIIe et XVIIIe siècles, Paris, Musée du Louvre éditions, Hazan, 2007
- Michel Hilaire (dir.), Axel Hémery (dir.), Corps et Ombres, Caravage et le caravagisme européen, Paris, Cinq Continents, 2012

### Articles
- Jules Chalande, « Histoire des rues de Toulouse : 230- Le musée des Augustins », Mémoires de l'Académie des sciences, inscriptions et belles-lettres de Toulouse, 11e, vol. t.9,‎ 1921, p. 148-150
- « Toulousain philanthrope », La Dépêche : journal quotidien, no n°8700,‎ 29 mai 1892
- « Obsèques de M.Pierre Maury », La Dépêche : journal quotidien, no 8702,‎ 31 mai 1892, p. 3 (lire en ligne)